# Véloroute
 (avril 2024).

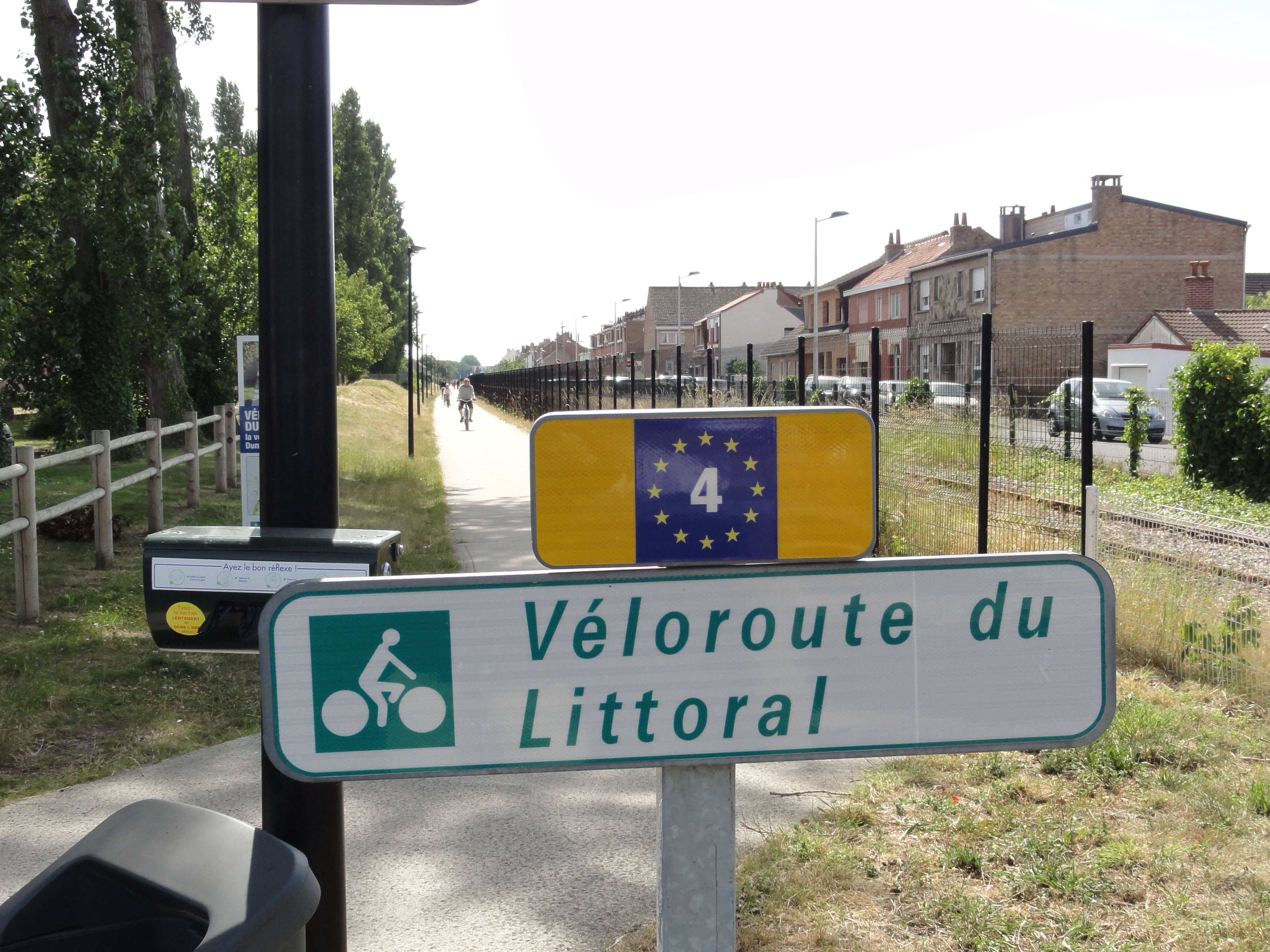

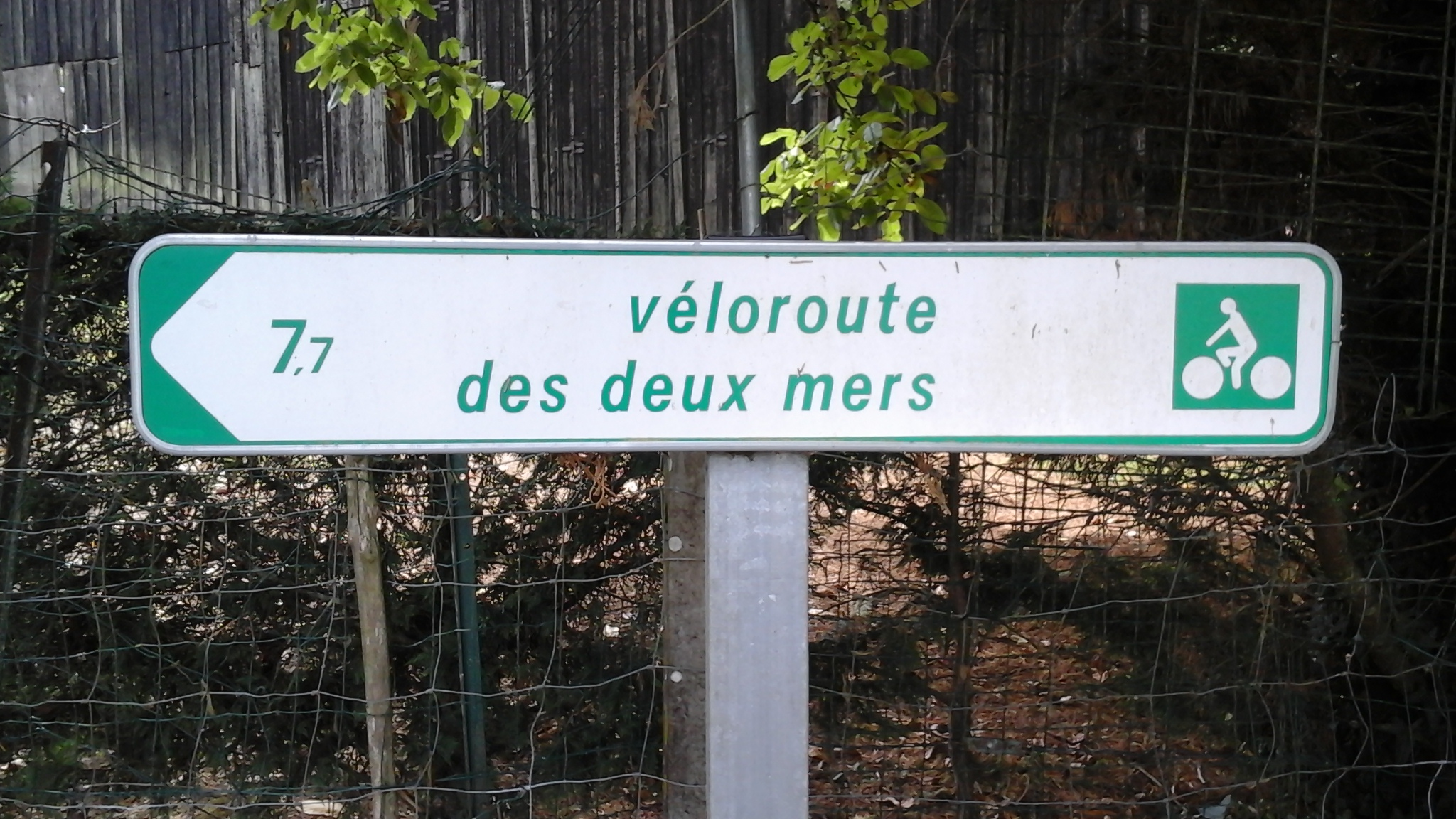

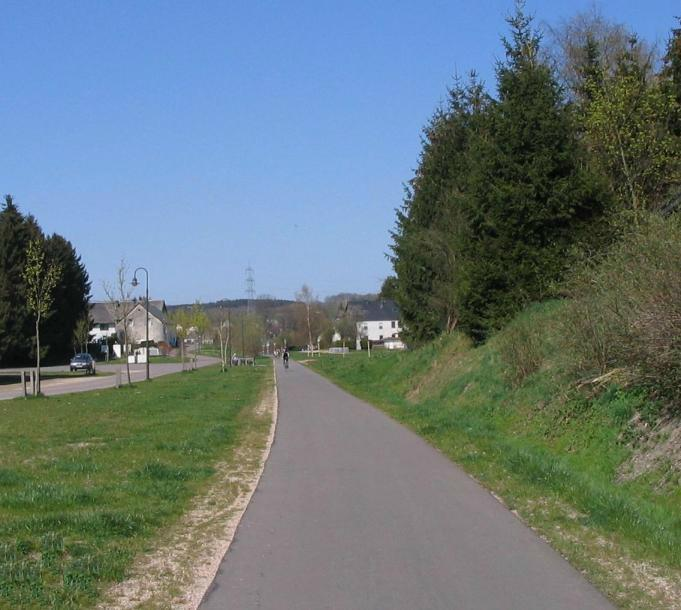
Véloroute en Allemagne.

Une véloroute est un itinéraire cyclable de moyenne ou longue distance, continu (sans interruption, y compris dans les villes), adapté à la circulation à vélo (sécurité, balisage).
En France, une véloroute n'est généralement pas entièrement en site propre : elle est composée d'un mélange de voies partagées avec les modes de transport motorisés et de voies en site propre pouvant être des voies vertes aux caractéristiques elles-mêmes normalisées. La véloroute permet de mettre en place des itinéraires cyclables sur de grandes distances, en exploitant notamment le réseau de routes secondaires très dense et peu fréquenté.

## Définition (France)
Une véloroute est un itinéraire pour cyclistes à moyenne et longue distance d'intérêt départemental, régional, national ou européen, reliant les régions entre elles en empruntant tous types de voies y compris partagées avec les véhicules motorisés dans la mesure où elles sont sécurisées. Une véloroute peut comprendre des voies vertes, qui sont des aménagements en site propre réservés aux déplacements non motorisés des cyclistes, rollers, personnes à mobilité réduite et piétons. Une véloroute doit répondre aux caractéristiques suivantes :
- Continuité : l'itinéraire ne doit pas être interrompu.
- Sécurité : les cyclistes doivent bénéficier d'un haut niveau de sécurité vis-à-vis des véhicules à moteur. Les routes empruntées doivent avoir un trafic modéré (< 1000 véhicules par jour).
- Il doit exister un balisage et un jalonnement dédié et uniforme.
- Services : l'itinéraire doit offrir aux usagers des services tels que des transports en commun à des points clés de l'itinéraire.
- Entretien : l'itinéraire doit être entretenu en permanence.
- Facilité : une véloroute doit être adaptée à tous les cyclistes, notamment la déclivité doit être inférieure à 3 % sauf en zone de montagne.
- Incitatif : l'utilisation d'une véloroute par les cyclistes n'est pas une obligation.

Véloroutes et voies vertes sont deux concepts différents, mais en relation :
- la fréquentation d’une véloroute s'accroît avec la proportion de voies vertes qu'elle comporte;
- une voie verte est d’autant plus fréquentée par les cyclistes qu’elle est intégrée à une véloroute[2].

Elles sont fréquentées aussi bien par des usagers locaux (cyclisme utilitaire pour les trajets du quotidien) que par des cyclotouristes.

## Les acteurs (France)
Après la chute du Mur de Berlin, des moniteurs et compétiteurs d'associations sportives, étudiantes, de jumelages et d'amicales laïques du grand-ouest (Rouen, Le Havre, Angers, Saint-Brieuc) du Schleswig-Holstein (RFA) et de Virginie (USA) ont proposé en 1990 aux marques de cycles, médias, fondations et à des conseils départementaux d'organiser un Tour de l'Europe à vélo cross-country (« VTT de voyage » durant l'été 1991 PlanèteVtt (TeamVttEvasion 1996)].   
En effet depuis 1989, des associations (vtt, cyclo-cross, aventuriers...) recensent des cartes locales, organisent des raids longues distances et animent les itinéraires vtt testés et arpentés. En lien avec les propriétaires, les associations pédestres et équestres, des partenariats ou autorisations temporaires permettent ainsi de voyager légalement au plus près des beaux paysages en évitant les routes dangereuses, les barrières, les clôtures des chemins et d'assurer des entraînements ou vacances pour des débutants (colonies de vacances, centres-aérés, clubs vélo, déplacements scolaires, universitaires ou professionnels...).  
Une association d’usagers, l'Association française pour le développement des véloroutes et des voies vertes (AF3V), fait la promotion de ces véloroutes depuis 1998. 
L'association Vélo & Territoires est un groupement de collectivités territoriales qui coordonne au niveau national le développement du réseau des voies vertes. Elle a pour objectifs l'achèvement des schémas vélo (national et EuroVélo), de développer le tourisme à vélo, et d'en faire un mode de déplacement à part entière. Elle dispose d'un observatoire national des véloroutes et voies vertes (suivi de l'avancement du réseau), et d'une plateforme nationale des fréquentations (comptages vélo).

## EuroVelo
EuroVelo est le réseau des véloroutes européennes porté par la Fédération européenne des cyclistes (ECF).
En novembre 2020, le réseau est constitué de 19 itinéraires cyclables traversant 42 pays et représentant 91 500 km. Dix itinéraires EuroVélo passent par le territoire français avec un kilométrage très variable compris entre 71 kilomètres (EV12) et 1807 km (EV3).
| Numéro             | Désignation                     | Départ-arrivée                                                 | Longueur totale | Tronçon en France                                 | Désignation locale     | Longueur | Taux d'achèvement (2023) |
| EuroVelo 1 (EV1)   | Véloroute de la côte Atlantique | De Cap Nord (Norvège) Caminha (Portugal)                       | 10650 km        | de Roscoff (29) à Urrugne (64)                    | La Vélodyssée          | 1304 km  | 100%                     |
| EuroVelo 3 (EV3)   | Véloroute des Pèlerins          | De Trondheim (Norvège)à Saint-Jacques-de-Compostelle (Espagne) | 5650 km         | de Jeumont (59) à Estérençuby (64)                | La Scandibérique       | 1807 km  | 96%                      |
| EuroVelo 4 (EV4)   | Véloroute de l'Europe Centrale  | De Roscoff à Kiev (Ukraine)                                    | 5100 km         | De Roscoff (29) à Bray-Dunes (59)                 | La Vélomaritime        | 1514 km  | 99%                      |
| EuroVelo 5 (EV5)   | Via Romea Francigena            | De Canterbury (Royaume Uni) à Brindisi} (Italie)               | 3200 km         | De Grosbliederstroff (57) à Huningue (68)         |                        | 592 km   | 85%                      |
| EuroVelo 6 (EV6)   | Atlantique - Mer Noire          | De Saint-Brevin-les-Pins (France) à Constanța (Roumanie)       | 4450 km         | De Saint-Brevin-les-Pins (France) à Huningue (68) | Véloroute des Fleuves  | 1263 km  | 100%                     |
| EuroVelo 8 (EV8)   | Véloroute de la Méditerranée    | De Cadix (Espagne) à Limassol (Chypre)                         | 7500 km         | Du Perthus (66) à Menton (06)                     | La Méditerranée à vélo | 857 km   | 82%                      |
| EuroVelo 12 (EV12) | Véloroute de la Mer du Nord     | De Bergen (Norvège) aux Shetland (Royaume-Uni)                 | 5932 km         | De Bray-Dunes (59) à Calais (62)                  |                        | 71 km    | 100%                     |
| EuroVelo 15 (EV15) | Véloroute du Rhin               | De Andermatt (Suisse) à Hoek van Holland (Pays-Bas)            | 1500 km         | De Lauterbourg (67) à Huningue (68)               |                        | 201 km   | 100%                     |
| EuroVelo 17 (EV17) | Véloroute du Rhône              | De Andermatt (Suisse) à Sète (France)                          | 1250 km         | De Saint-Gingolph (74)à Sète (34)                 | ViaRhôna               | 869 km   | 99%                      |
| EuroVelo 19 (EV19) | La Meuse à Vélo                 | De Langres (France) à Rotterdam (Pays-Bas)                     | 1050 km         | De Givet (08) à Langres (52)                      |                        | 448 km   | 100%                     |

## Le schéma national des véloroutes (France)

### Définition
Un schéma national des véloroutes a été élaboré progressivement à compter de 1998. Il a été pensé de façon à proposer au moins une véloroute par région, à assurer la continuité avec les réseaux de véloroutes européens, à réutiliser des infrastructures existantes (voies ferrées désaffectées, chemins de service le long des canaux et rivières, voies cyclables existantes, etc.) et à relier les principales villes entre elles et les traverser. La Mission Nationale Véloroutes et Voies Vertes (MN3V) a été chargée par la circulaire interministérielle du 31 mai 2001 de mettre en le schéma national au niveau régional.

### Historique
Un premier "réseau des itinéraires cyclables d’intérêt national" (futur Schéma National Véloroutes et VoiesVertes) a été adopté par le Comité interministériel d’aménagement du territoire (CIADT) du 15 décembre 1998,. Ce schéma prévoit la réalisation d’un réseau structurant d'environ 7 000 km à 9 000 km traversant l’ensemble des régions françaises. Les objectifs sont d'assurer aux utilisateurs du vélo la continuité d’itinéraire et la sécurité nécessaires pour une pratique sur de longues distances, de participer à la logique du schéma de services collectifs des transports de personnes et de favoriser la mobilité douce.
Le schéma national des véloroutes a été actualisé en 2009 et officialisé lors du CIADT du 11 mai 2010. Il est ajouté 7 000 km de nouveaux itinéraires pour un total de 19 507 km, par l'intégration de schémas régionaux et départementaux, dont plus de 6 100 km d'EuroVélo. À cette date, 35% des infrastructures étaient ouvertes.
Une nouvelle actualisation du schéma a eu lieu durant l'année 2019, qui a permis de valider en avril 2020, 58 itinéraires cumulant 25 408 km, dont 8 093 km en site propre et 9 421 km réalisés en site partagé. Le schéma a inscrit 7 894 km à réaliser d'ici 2030,. Ce schéma a été introduit dans la législation grâce à la loi du 24 décembre 2019 d'orientation des mobilités (LOM).

### Avancement
Courant 2023 le schéma national des véloroutes comporte 26 115 kilomètres d'itinéraires. 79,5% ont été réalisés dont 9 630 km en site propre et 11 151 kilomètres en site partagé.

## Schéma régionaux des véloroutes (France)
Depuis une circulaire du 31 mai 2001 les régions peuvent disposer d’un schéma régional des véloroutes (SRV) qui vient compléter le schéma national des véloroutes. En 2016, toutes les régions de la France métropolitaine (la Corse mise à part) disposaient d’un schéma régional. En 2023 les schémas régionaux totalisent des itinéraires totalisant 38 807 km mais ce qui intègre toutefois 26 115 km d’itinéraires nationaux. Le taux de réalisation est de 70 %.
| Région                     | Kilométrage | dont réseau national | dont Eurovélo | Taux de réalisation | Réalisé en site propre | Réalisé en site partagé | Non réalisé |
| -------------------------- | ----------- | -------------------- | ------------- | ------------------- | ---------------------- | ----------------------- | ----------- |
| Auvergne-Rhône-Alpes       | 2712 km     | 2107 km              | 574 km        | 77 %                | 834 km                 | 1265 km                 | 613 km      |
| Bourgogne-Franche-Comté    | 2007 km     | 1217 km              | 541 km        | 95 %                | 1271 km                | 626 km                  | 110 km      |
| Bretagne                   | 2738 km     | 1053 km              | 685 km        | 84 %                | 1164 km                | 1142 km                 | 432 km      |
| Centre-Val de Loire        | 2363 km     | 1390 km              | 529 km        | 72 %                | 480 km                 | 1226 km                 | 657 km      |
| Corse                      | 1344 km     | 0 km                 | 0 km          | 46 %                | 16 km                  | 607 km                  | 720 km      |
| Grand Est                  | 3407 km     | 1462 km              | 1065 km       | 66 %                | 1483 km                | 771 km                  | 1153 km     |
| Hauts-de-France            | 3143 km     | 808 km               | 773 km        | 49 %                | 868 km                 | 664 km                  | 1611 km     |
| Île-de-France              | 815 km      | 622 km               | 192 km        | 74 %                | 316 km                 | 286 km                  | 214 km      |
| La Réunion                 | 231 km      | 229 km               | km            | 53 %                | 37 km                  | 85 km                   | 109 km      |
| Normandie                  | 2744 km     | 1133 km              | 807 km        | 78 %                | 895 km                 | 1238 km                 | 611 km      |
| Nouvelle-Aquitaine         | 7168 km     | 3116 km              | 1528 km       | 78 %                | 1846 km                | 3210 km                 | 2111 km     |
| Occitanie                  | 4417 km     | 2537 km              | 446 km        | 55 %                | 1054 km                | 1382 km                 | 1981 km     |
| Pays de la Loire           | 3610 km     | 1276 km              | 660 km        | 88 %                | 1333 km                | 1845 km                 | 432 km      |
| Provence-Alpes-Côte d'Azur | 2147 km     | 811 km               | 608 km        | 51% %               | 426 km                 | 665 km                  | 1057 km     |

## Dans d'autres pays
En Suisse, la fondation La Suisse à vélo, rebaptisée depuis 2008 « Suisse Mobile », est chargée de développer et d'entretenir le réseau national de véloroutes, ainsi que des itinéraires de randonnée à roller, à vélo, à pied et en canoë.
En région wallonne, le réseau autonome de voies lentes RAVeL comprend 45 itinéraires locaux, 10 régionaux et 4 internationaux (dont 2 EuroVelo), se développant sur plus de essentiellement sur les chemins de service des voies navigables et les voies ferrées désaffectées, avec des liaisons sur routes secondaires.
En Grande-Bretagne, les 246 véloroutes du National Cycle Network représentaient en 2018, un réseau de 26 674 km, dont 32% en voies vertes. En 2017, elles avaient été utilisées pour 786 millions de déplacements, effectués par 4.4 millions de personnes. 
Au Québec, la route verte forme un réseau de plus de 5 300 km comprenant une proportion importante de voies vertes en site propre.

## Quelques véloroutes
| Nom                            | Pays                                | Villes traversées                                              | Longueur |
| ------------------------------ | ----------------------------------- | -------------------------------------------------------------- | -------- |
| Véloroute du vignoble d'Alsace | France                              | Molsheim, Obernai, Ribeauvillé, Guebwiller, Thann              | 137 km   |
| Véloroute Ruwer-Hochwald       | Allemagne                           | Ruwer, Reinsfeld                                               | 50 km    |
| La Route Verte                 | Québec                              | Montréal, Québec, Laval                                        | 5 300 km |
| Véloroute des Bleuets          | Québec                              | Alma, Dolbeau-Mistassini, Hébertville, Saguenay                | 256 km   |
| La Loire à vélo                | France                              | Blois, Tours, Angers, Nantes                                   | 800 km   |
| L'Échappée bleue               | France                              | Gand, Nancy, Dijon, Lyon                                       | 697 km   |
| EuroVelo 6                     | de France à Roumanie                | Nantes, Orléans, Bâle, Vienne, Bratislava, Belgrade, Constanța | 3 653 km |
| EuroVelo 15                    | Suisse, France, Allemagne, Pays-Bas | Andermatt, Bâle, Strasbourg, Mannheim, Cologne, Rotterdam      | 1 320 km |
| Voie verte Trans-Ardennes      | France                              | Charleville-Mézières, Sedan                                    | 120 km   |
| Avenue verte                   | France, Royaume-Uni                 | Cergy, Gisors, Dieppe, Newhaven                                | 502 km   |
| Vélo Francette                 | France                              | Caen, Laval, Saumur, Niort, La Rochelle                        | 630 km   |
| Véloscénie                     | France                              | Paris, Massy, Chartres, Alençon                                | 450 km   |
| Great Lakes Waterfront Trail   | Ontario                             | Toronto, Sault-Sainte-Marie, Sudbury, Niagara Falls            | 3 600 km |